# National Youth Theatre

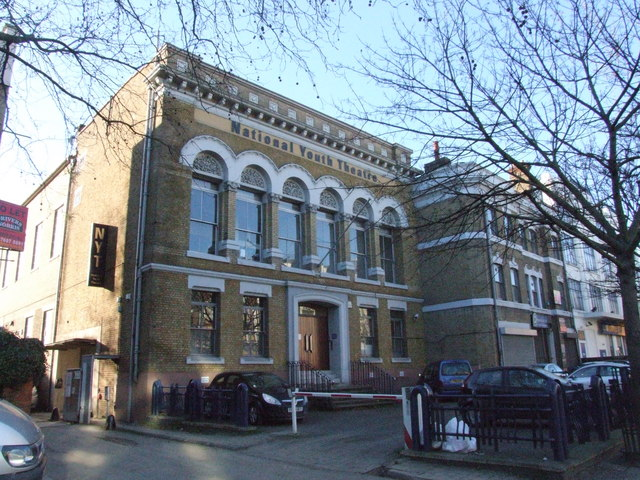
Fachada del National Youth Theatre "Teatro Nacional de los Jóvenes"

El National Youth Theatre ("Teatro Nacional de los Jóvenes", a menudo acreditado como NYT) es una organización nacional sin ánimo de lucro con sede en Londres, que se ocupa de descubrir y cultivar jóvenes talentos en el campo del teatro y de la música.

## Historia
El National Youth Theatre fue fundado en 1956 por el actor Michael Croft, al objetivo de recoger actores en edades escolares que recitaran profesionalmente en las producciones William Shakespeare. La primera histórica representación fue Enriquue V. Ralph Richardson  quedó fascinado, y decidió ser el primer presidente de la compañía.

## Actividad
Los jóvenes del Reino Unido de edad comprendida entre los 14 y los 21 años acceden al National Youth Theatre por medio de audición
La organización está financiada de donaciones públicas, patrocinios y subvenciones de Arts Council de Inglaterra.

## Alumnos célebres
- Alex Jennings
- Alex Kingston
- Andrea Riseborough
- Antonia Thomas
- Ben Kingsley
- Catherine Tate
- Chiwetel Ejiofor
- Clive Mantle
- Dan Stevens
- Daniel Craig
- Daniel Day-Lewis
- David Harewood
- David Suchet
- David Walliams
- Derek Jacobi
- Douglas Booth
- Ed Westwick
- Elisabeth Sladen
- Freya Mavor
- Gareth David-Lloyd
- Gareth Pugh
- Gina McKee
- Harry Treadaway
- Helen Mirren
- Hugh Bonneville
- Idris Elba
- Jamie Campbell Bower
- Jeremy Irvine
- Joe Cole (actor)
- Julian Glover
- Jude Law
- Karla Crome
- Luke Treadaway
- Matt Lucas
- Fionn Whitehead
- Matt Smith
- Matthew Marsden
- Max Minghella
- Michelle Dockery
- Nathaniel Parker
- Orlando Bloom
- Reece Ritchie
- Romola Garai
- Rosamund Pike
- Sam Riley
- Sebastian de Souza
- Simon Ward
- Shaun Evans
- Sophie Ellis-Bextor
- Timothy Dalton
- Timothy Spall
- Tom Hollander[5][6]